# Cetnov

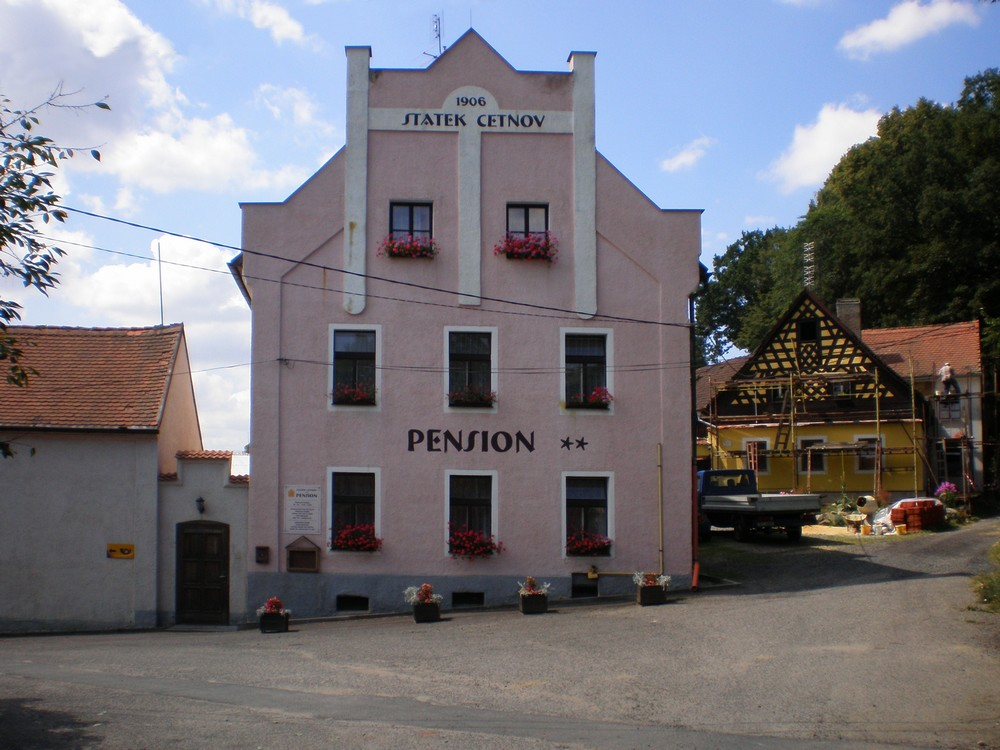
Chetnov (Cheb)

Cetnov (deutsch Zettendorf, früher auch Zäindorf und Czettendorf) ist ein Ortsteil der Stadt Cheb in Tschechien.

## Geschichte
Zettendorf war im 12. Jahrhundert als „Tsainturf“ ein befestigter Ministerialensitz des Klosters Waldsassen im Nordgau und im Lehensbesitz der Ritter von Hohenberg, die den Ansitz zu einer Burg mit Türmen ausbauten. Als Abt Eberhart von Waldsassen dem Ulrich von Bischofsgrün gegen Zahlung von 2 ½ Talenten im Jahr 1221 das öde Dorf Putzenreuth zu Lehen gab, war unter den Zeugen der Urkunde auch ein Berthold von Zettendorf. 1312 war die Burg im Lehensbesitz des Heinrich und Friedrich von Zettendorf. Das zugehörige Dorf lag an einer steil ansteigenden Berglehne am linken Ufer der Eger. 
Im Jahr 1322 befand sich Czettendorf auf der Liste der verpfändeten Orte des Egerlandes an Böhmen und wurde von  Nordgau abgetrennt. Dem Klauensteuerbuch der Stadt Eger vom Jahr 1392 nach hatte der Ort 10 steuerpflichtige Bauern und dem Musterungsbuch vom Jahr 1395 nach 16 wehrpflichtige Männer. Eine der alten Familien waren die Sölch (auch Soelch, Salech und ähnlich). Ein Großteil der Bauern des Ortes war durch die Jahrhunderte erbuntertänig; ihr Frondienst endete 1772, die Zinszahlungen an den Lehensherrn mit der Bauernbefreiung des Jahres 1848.
Im Jahr 1462 brannten während des Bayerischen Krieges böhmische Truppen die Burg und die Häuser in Zettendorf nieder. Im verwüsteten Burgbereich entstanden bäuerliche Höfe und die seit dem Jahr 1463 auf dem Gut Zettendorf ansässige Patrizierfamilie Schneider aus Eger ließ ein Schlossgebäude errichten. Der dreieckige Turm der Burg mit einer Seitenlänge von acht Metern und massiven Steinbundwänden hat sich  bis 1892 im Hofraum des bäuerlichen Anwesens Nr. 10 erhalten, ebenso ein kleinerer Turm, der im Hof  Nr. 8 stand. Der  Brunnen der Burg mit einer Seitenlänge von dreieinhalb Metern und der eingemeißelten Jahreszahl 1510 gibt bis heute Trinkwasser. Von der Familie Schneider kam der Besitz von Schloss und Gut Zettendorf an eine Familie Ort. Paul Ort verkaufte 1584 Zettendorf dem Magistrat der Stadt Eger, die von etwa 1555 bis 1631 evangelisch-lutherisch war. Nach 1584 erwarben es die Egerer Patrizier Pachelbel, bei denen der Besitz bis 1631 verblieb und während der Rekatholisierung der Stadt Eger weiterverkauft wurde.
Nach den politischen und sozialen Umwälzungen durch die Befreiung der Bauern von der Erbuntertänigkeit im Jahr 1848 bildete Zettendorf einen Ortsteil der Gemeinde Mühlbach (Pomezí nad Ohří). Das Dorf war dort eingeschult und eingepfarrt. Im März 1892 vernichtete ein Großbrand die Höfe 7, 8, 9, 10 und 11. Die einsturzgefährdeten Türme der ehemaligen Burganlage wurden abgetragen und als Baumaterial verwertet. Es dauerte Jahre, bis die niedergebrannten Höfe wieder aufgebaut waren und sich der Ort wirtschaftlich erholt hatte.
Im Jahr 1925 und 1926 erhielt Zettendorf in der Tschechoslowakei eine Straßenverbindung nach Pirk und Mühlbach, 1930 eine Wasserleitung mit Hausanschlüssen, deren Hochbehälter am Rande des Kammerwaldes stand. Neben der Holzmühle wurde ein Elektrizitätswerk gebaut, das Strom an Haushaltungen lieferte. Die Inflation des Jahres 1923, die Wirtschaftskrise der Jahre 1928 bis 1930 und die damit verbundene Arbeitslosigkeit im Egerland brachten auch für die Einwohner von Zettendorf schwere Zeiten. 
Von 1938 bis Ende des Zweiten Weltkriegs im Mai 1945 gehörte Zettendorf zum Deutschen Reich im Reichsgau Sudetenland und lag  im Landkreis Eger. Auf Grund der Beneš-Dekrete der Tschechoslowakei wurden die Deutschen in Zettendorf 1945 und 1946 enteignet und zum Verlassen des Ortes gezwungen. Die Familien fanden  als Heimatvertriebene in Bayern Aufnahme. Ein Großteil der Gebäude in Zettendorf verfiel, aber der Ort blieb bestehen und wurde in tschechischer Sprache Cetnov genannt. Das Haus Nr. 13 ist ein Gemeindehaus. Ein Egerländer Fachwerkhaus hat sich erhalten. 1965 wurde Cetnov nach Cheb eingemeindet. Heute liegt Cetnov in einem Naherholungsgebiet der Stadt Cheb an einem etwa neun Kilometer langen Stausee der Talsperre Skalka, deren Staudamm zwischen 1961 und 1964 auf der Höhe der Kaiserburg der Staufer in Eger errichtet wurde. Der Stausee bedeckt die Talauen bei Cetnov bis zu dem aufgelassenen Dorf Markhausen an der Grenze zur Oberpfalz.

### Einwohnerentwicklung
| Jahr | Einwohnerzahl |
| ---- | ------------- |
| 1869 | 119           |
| 1880 | 127           |
| 1890 | 97            |
| 1900 | 102           |
| 1910 | 97            |

| Jahr | Einwohnerzahl |
| ---- | ------------- |
| 1921 | 97            |
| 1930 | 106           |
| 1950 | 29            |
| 1961 | 24            |
| 1970 | 14            |

| Jahr | Einwohnerzahl |
| ---- | ------------- |
| 1980 | 6             |
| 1991 | 0             |
| 2001 | 17            |
| 2011 | 52            |